# Marianne Scharfberg
Marianne Scharfberg roj. Spierer (23 julij 1904, Zalezcyki, Galicija) je obiskovala trgovsko šolo v Celovcu, kjer se je izučila za knjigovodkinjo.. Z možem Josephom sta se po poroki v Celovcu kot mlad zakonski par leta 1930 naselila v Železni Kapli in vodila trgovino z oblačili in tekstilom, ki jo je pred tem odprl Mariannin oče Matthias Spierer. Leta 1933 se jima je rodil sin Kurt. Marianne Scharfberg je leta 1938, ko so družini nacisti že vzeli imetje in pravice, dejala Heleni Kuchar, materi koroškega partizana Petra Kucharja: »Vsi bomo prišli na vrsto, najprej mi, Judje, potem vi, Slovenci …«
Družina je bila leta 1938 pregnana v Palestino, kjer si je morala popolnoma brez vsakih sredstev zgraditi novo življenjsko eksistenco. Po letih, polnih pomanjkanja, jim je uspelo v Haifi odpreti novo trgovino z oblekami.
Marianne in Joseph sta Železno Kaplo ponovno obiskala leta 1972, Marianne je umrla leto kasneje stara 69 let, Joseph pa leta 1982.